# 阿什利·库珀
阿什利·库珀（英語：Ashley Cooper，1936年9月15日—2020年5月22日），澳大利亚男子网球运动员。他曾获得澳大利亚网球公开赛男子单打冠军、男子双打冠军、法国网球公开赛男子双打冠军、温布尔登网球锦标赛男子单打冠军、美国网球公开赛男子单打冠军、男子双打冠军。